# Frögölen, Blekinge
Frögölen är en sjö i Ronneby kommun i Blekinge och ingår i Ronnebyåns huvudavrinningsområde.